# Cattedrale della Trasfigurazione (San Pietroburgo)
La Cattedrale della Trasfigurazione è una cattedrale costruita in stile neoclassico nella città di San Pietroburgo.

## Storia

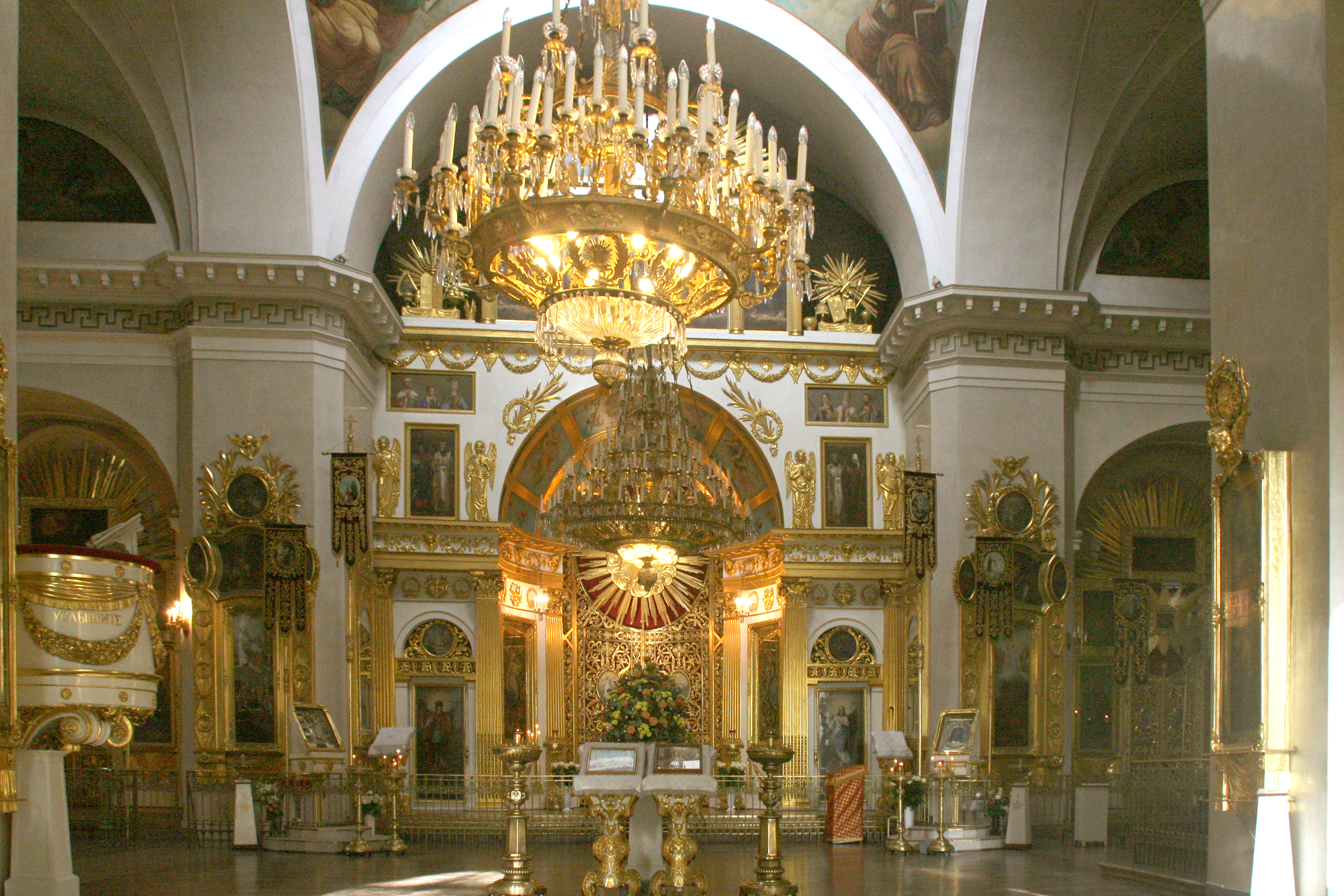
Interni della cattedrale

Una prima chiesa venne costruita nel 1754 in onore di un gruppo di granatieri che avevano aiutato Elisabetta di Russia a salire al trono. Aveva una pianta a croce greca sormontata da cinque cupole ed era stata progettata da Mikhail Zemstov e Pietro Antonio Trezzini. In seguito ad un incendio nel 1825, però, ne rimasero solo le pareti. Così venne ricostruita in stile neoclassico da Vasilij Petrovič Stasov nel 1829 in occasione della vittoria dei russi sugli ottomani, realizzando la cancellata attorno con le armi sottratte nella battaglia. Nel 1833 venne stipulato il trattato di Unkiar-Skelessi con gli ottomani, suscitando preoccupazione nelle altre potenze europee, che portarono a violare il trattato e alla conseguente Guerra di Crimea.

## Descrizione

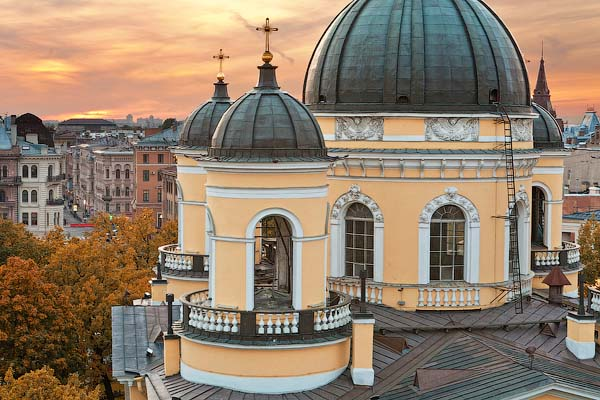
Dettaglio del tetto

La cattedrale sorge su un'area di 1180 m² e con una pianta a croce greca. Le facciate sono costituite da dodici colonne di ordine ionico alte 12 m e reggenti un timpano. Sul tetto si trova un grande tamburo sormontato da una cupola, arrivando a 41,5 m di altezza, con agli angoli altre quattro cupole minori di cui tre fungono da campanili, mentre quella posta a nord-ovest funge da torre dell'orologio. Dall'esterno la chiesa presenta grandi finestre monofore decorate con balaustre e arcate ornamentali e le pareti sono decorate con pannelli in stucco raffiguranti armamentario militare.
Dall'interno invece, ci sono tre cappelle, di cui la principale è consacrata nel nome della Trasfigurazione di Gesù, la settentrionale (a sinistra) è nel nome dei Santi Martiri Papa Clemente I e l'Arcivescovo di Alessandria Pietro, mentre la meridionale (a destra) nel nome di San Sergio di Radonež il Taumaturgo. La cupola principale della cattedrale è dipinta con il colore di un cielo nuvoloso, al centro del quale è raffigurata una grande stella. Nello spazio della cupola c'è anche un grande lampadario su cinque livelli con 120 candele.

## Galleria d'immagini

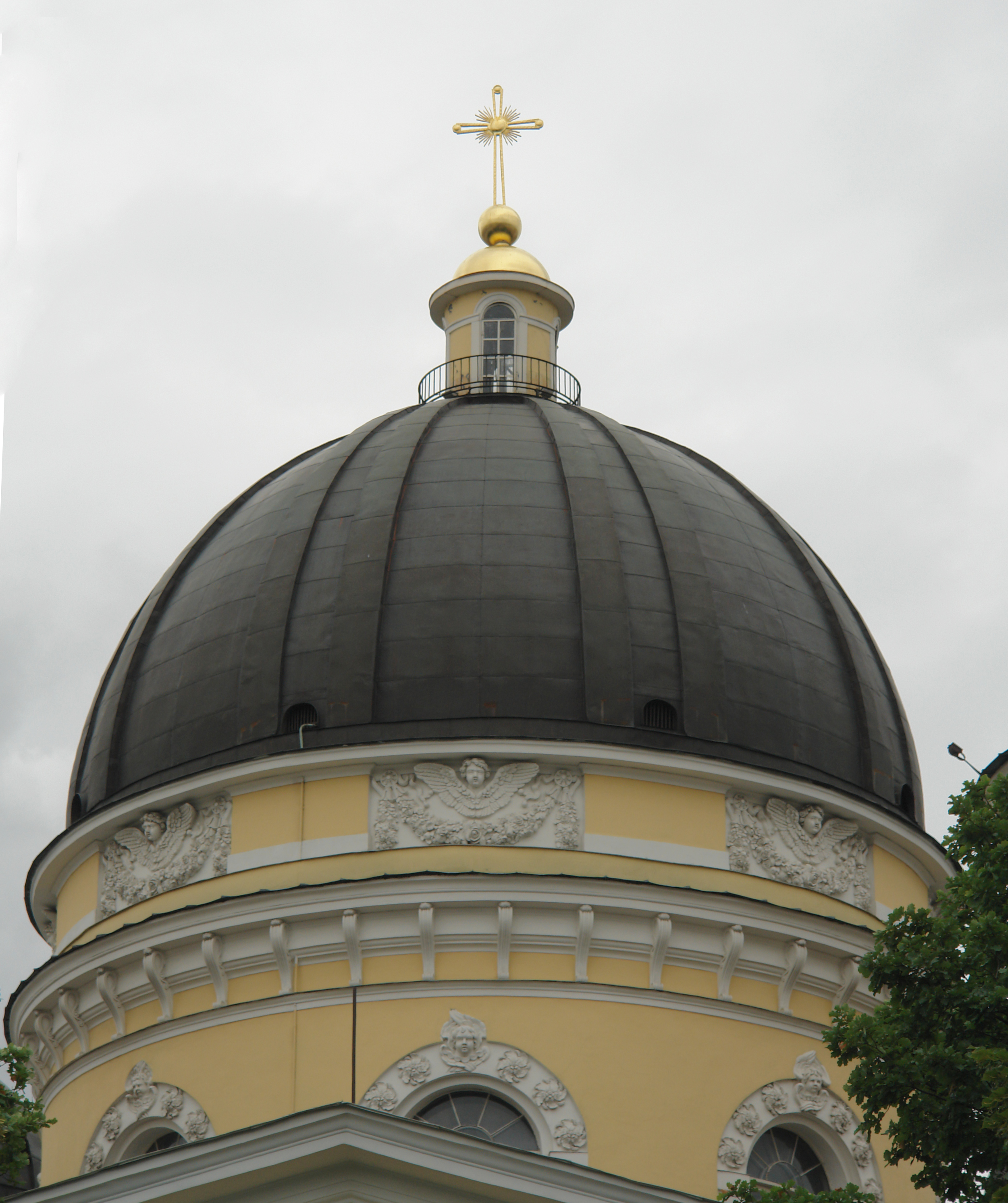
Cupola.
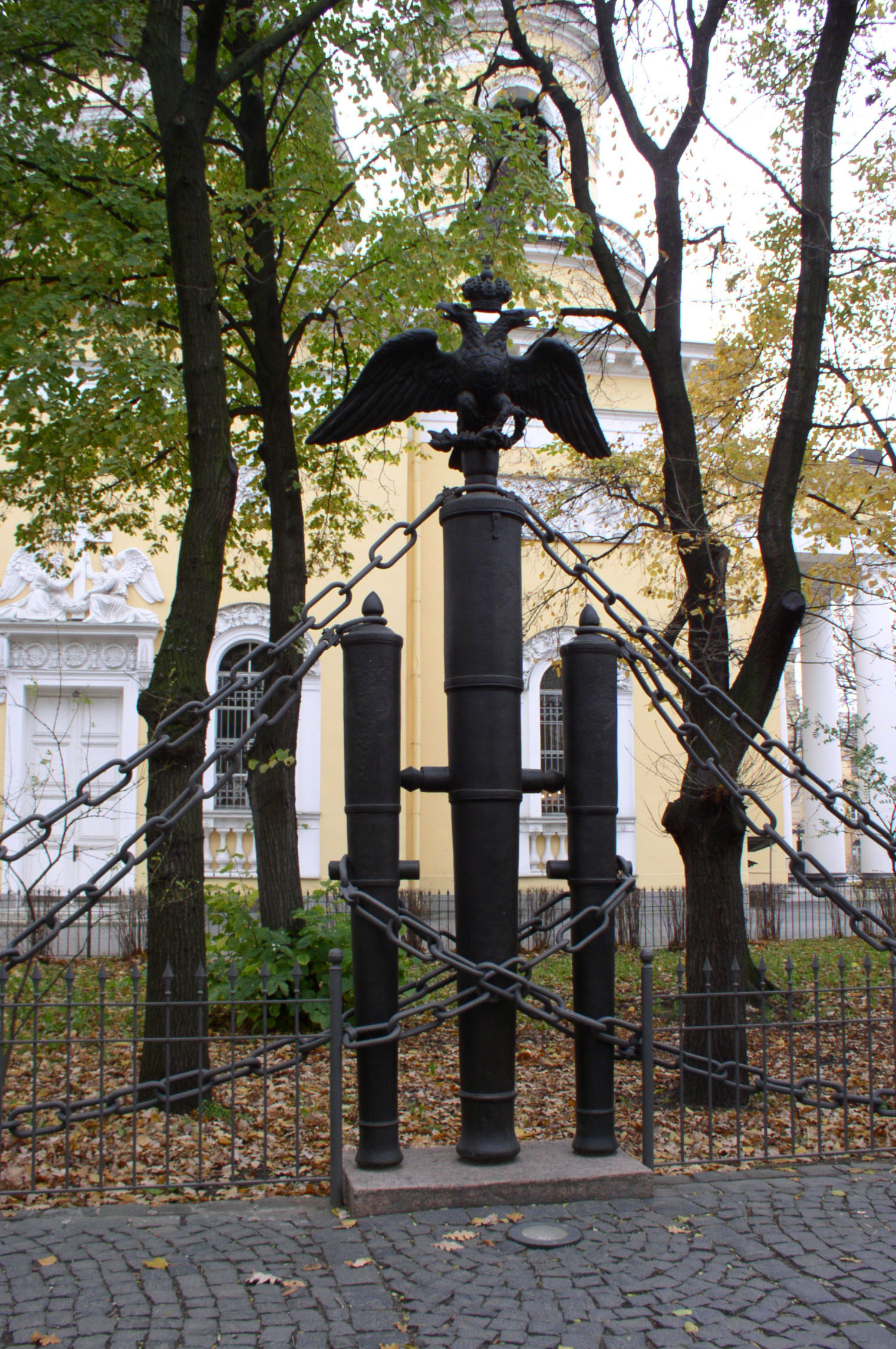
Cancellata con i cannoni dei turchi.
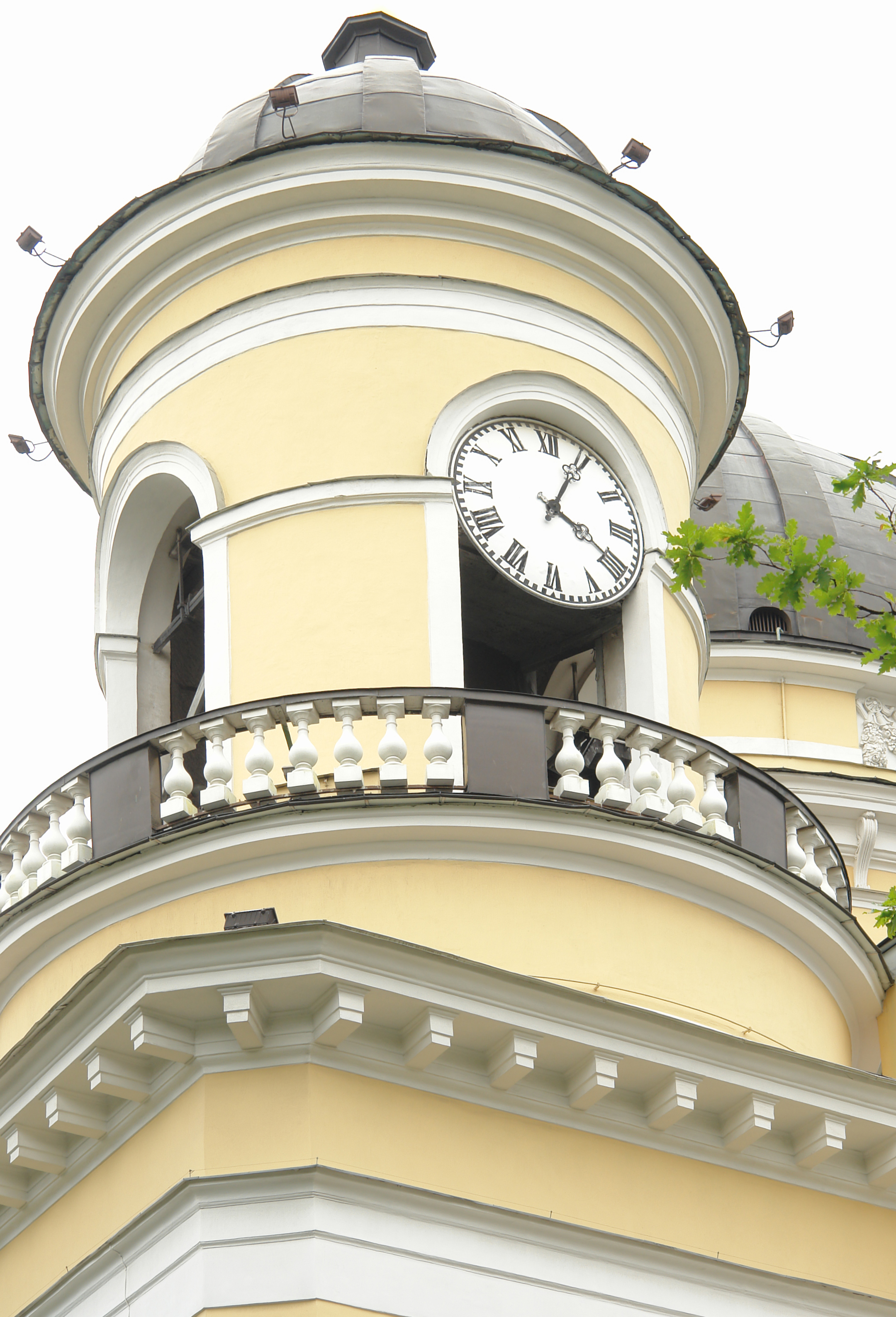
Cupola minore con orologio.